# SS Rotterdam (1908)
Il Rotterdam è stato un transatlantico olandese della compagnia di navigazione Holland America Line varato nel 1908.
Dalla sua entrata in servizio fino al suo disarmo, con l'eccezione degli anni di guerra dal 1916 al 1918, navigò sulla rotta Rotterdam-New York. Nel 1939 la nave fu messa in disarmo e l'anno successivo fu demolita.

## Storia
La compagnia ne aveva ordinato la nave nel luglio 1906. Il cantiere Harland & Wolff la costruì nel bacino numero 3 come costruzione numero 390, dove fu impostata il 6 novembre 1906. Il varo era previsto per il 22 febbraio 1908. Alle 13 di quel giorno si erano radunati circa 5.000 ospiti della Harland & Wolff e altre migliaia di spettatori si erano assiepati sulle rive. Ma altre due navi non erano state spostate, per cui il direttore del cantiere dovette annullare il varo per quel giorno. Il giorno successivo, una tempesta impedì di spostare le due navi e il varo fu nuovamente annullato. Un terzo tentativo fu annullato perché il grasso usato per lubrificare lo scalo di alaggio era stato spinto da parte.
La Rotterdam fu varata con successo il 3 marzo 1908. Fu completata il 6 giugno dello stesso anno, quando raggiunse i 16 nodi (30 km/h) durante le prove in mare. Fu poi portata a Southampton per essere ispezionata nel bacino di carenaggio.
Arrivata per l'ultima volta nel suo porto d'origine il 28 dicembre 1939, la Rotterdam fu venduta il 2 gennaio 1940 per essere demolita alla NV. Frank Rijsdijk a Hendrik-Ido-Ambacht. Il 5 gennaio 1940, la nave fu rimorchiata da Wilhelminakade a Waalhaven, entrambi a Rotterdam, dove fu demolita.